# Into the Blue Again
Into the Blue Again est le quatrième album du groupe The Album Leaf, sorti en 2006 sous le label City Slang Records.

## Liste des titres
1. The Light – 4:29
2. Always for You – 5:07
3. Shine – 5:53
4. Writings on the Wall – 4:55
5. Red-Eye – 7:01
6. See in You – 4:37
7. Into the Sea – 4:31
8. Wherever I Go – 4:38
9. Wishful Thinking – 5:32
10. Broken Arrow – 5:50